# 四川传媒学院
30°49′34″N 103°58′59″E / 30.82609°N 103.98292°E
四川传媒学院（简称川传），原成都理工大学广播影视学院（简称成广，独立学院），是一所民办艺术类本科高校。

## 学校概况
- 1997年，创建成都理工大学广播影视学院。
- 2011年，准备新建蒲江校区，位于蒲江县鹤山镇。
- 2011年，学院申报改建四川传媒学院。[1]
- 2013年，教育部批准改建为四川传媒学院。[2]
- 2015年，四川传媒学院设立阆中基地。[3]

## 机构设置
- 播音与主持系、编导与戏剧影视文学系、艺术设计与动画系、新闻系、表演系、音乐舞蹈系、戏剧影视美术设计系、摄影系、传播与经贸系、影视编导与管理系、数字媒体技术系